# Parasitiformes
Parasitiformes é um clado do grupo Acari da classe Arachnida considerado pelos mais recentes sistemas de classificação como uma ordem, embora em sistemas mais antigos tenha sido considerado como uma superordem ou subordem. O grupo inclui maioritariamente parasitas, estimando-se que estejam validamente descritas cerca de 12 000 espécies de entre as 100 000 a 200 000 espécies que se pensa existirem.

## Descrição
Muitas espécies são parasíticas, com destaque para as carraças e carrapatos, mas algumas são de vida livre ou parcialmente livre. Por exemplo, cerca de metade das mais de 10 000 espécies conhecidas das subordem Mesostigmata são predadoras ou criptozoários, vivendo na manta morta e em detritos vegetais acumulados sobre o solo, especialmente em madeira em apodrecimento, estrumes e cadáveres em decomposição. Ocorrem também em ninhos de aves, tocas de mamíferos e no pó de casa. Algumas espécies adaptaram-se a pastar sobre tapetes de fungos ou a ingerir esporos ou pólen.
Os ácaros do grupo Phytoseiidae, que representam cerca de 15% de todos os Mesostigmata descritos, têm sido usados com grande sucesso em operações de controlo biológico de pragas agrícolas.
Conhecem-se mais de 12 000 espécies validamente descritas de Parasitiformes, sendo o total das espécies extantes estimado entre as  100 000 e as 200 000 espécies.
Os Parasitiformes são uma das três principais linhagens de quelicerados, que incluem aqueles conhecidos como carrapatos e ácaros, um numeroso grupo de parasitas de mamíferos, aves e répteis. Os ácaros e carrapatos são distinguidos dos outros aracnídeos pela falta de segmentação corporal, não existindo neste grupo divisão do corpo em prossoma e epistossoma. Em vez disso, as partes bucais e estruturas sensoriais associadas formam uma estrutura discreta anterior, conhecido como o gnatossoma. Todo o resto das estruturas anatómicas dos ácaros, incluindo pernas, sistema nervoso central, ocelos (quando presentes) e os sistemas reprodutivos e digestivos, são fundidos num único corpo não segmentado chamado opistossoma.
Em consequência, os Parasitiformes são diferentes em aparência do corpo, com tamanhos que vão desde pequenos (< 0,5 mm) ácaros de configuração lisa e plana, até grandes (2-3 mm) carrapatos, de corpo arredondado e fortemente esclerotizado.
O dimorfismo sexual pode ocorrer e manifestar-se por diferenças na disposição geral dos escleritos do corpo, na modificação dos pés masculinos usados em combates e na presença de quelíceras modificadas nos machos, utilizadas na transferência de esperma.
Algumas espécies são foréticas e estão adaptadas à dispersão pelos insectos, apresentando adaptações morfológicas e comportamentais especializadas para os estágios do ciclo de vida particulares de seu hospedeiro insecto.
Os parasitas que se alimentam do sangue de mamíferos, répteis e pássaros são caracterizados por aparelhos bucais com um grande número de ganchos retro-dirigida que são inseridas no hospedeiro para a alimentação.
Os machos podem transferir indiretamente o esperma através da produção de um espermatóforo (pacote de esperma) que é colocado na abertura genital da fêmea utilizando para tal pernas ou quelíceras especialmente modificadas. A partenogénese, a produção de descendência a partir de ovos não fertilizados, também ocorre em algumas espécies. Os ovos podem ser colocados em sobre as superfícies onde se alimentam, tais como sobre as plantas, ou ovopositados no substrato, tal como no solo, ou nos tecidos do organismo hospedeiro, no caso dos parasitas.
A primeira fase de vida livre, que eclode do ovo, é uma larva que apresenta apenas três pares de pernas. Posteriormente, a larva sofre metamorfose, originando uma fase com quatro pares de pernas, até que definitivamente se torna um adulto.

## Ecologia
Os carrapatos apresentam um aparelho bucal especialmente adaptado para se alimentarem de fluidos (sangue de vertebrados). Outros ácaros parasitiformes podem consumir pequenas partículas de comida e são predadores de insectos, de nematoides e de outros ácaros. Outros são detritívoros, alimentando de artrópodes mortos, estrumes, carniça e outros detritos, tais como cabelos, pele, penas e poeira dos ninhos de vertebrados. Outros ainda alimentam-se de material vegetal, pólen, néctar ou fungos.
Os ácaros parasitiformes ocorrem numa ampla gama de habitats, incluindo os solos, resíduos orgânicos, folhagem de plantas, estrume, carniça e nos ninhos de vertebrados. Várias espécies têm associações foréticas com insectos (por exemplo, sobre escaravelhos e gafanhotos) para a dispersão, enquanto outros têm diferentes graus de associações simbióticas com os insectos do solo e com os animais em cujos ninhos e tocas ocorrem.
O grupo Parasitiformes contém muitas espécies economicamente importantes, com destaque para aquelas que parasitam os animais domésticos e os seres humanos. Entre os Parasitiformes mais conhecidos contam-se, por exemplo, o carrapato Ixodes holocyclus, espécie que pode ser perigosa para a saúde dos seres humanos e para os cães.
Muitos dos predadores activos deste agrupamento taxonómico têm sido utilizados para o controlo biológico de pragas de insetos e de ácaros.

## Taxonomia
O clado Parasitiformes inclui o grupo dos Opilioacariformes, que foi durante largo período considerado um grupo separado, mas que entretanto análises moleculares demonstraram ser um grupo irmão do agrupamento Ixodida + Holothyrida.
Quatro ordens são propostas para o grupo:
- Opilioacarida With, 1902
- Holothyrida Thon, 1909
- Ixodida Leach, 1815
- Mesostigmata Canestrini, 1891